# Copa Airlines
Compañía Panameña de Aviación, S.A., действующая как Copa Airlines — флагманская авиакомпания Панамы со штаб-квартирой в Панама-Сити, работающая в сфере регулярных пассажирских авиаперевозок на внутренних маршрутах страны и за её пределами, выполняя более 280 ежедневных рейсов по 81 пунктам назначения в 29 странах Северной, Центральной и Южной Америки и на Карибских островах.
Портом приписки авиакомпании и её главным транзитным узлом (хабом) является международный аэропорт Токумен в Панама-Сити.

## История

### Становление
Авиакомпания Compañía Panameña de Aviación (акроним — COPA) была образована 21 июня 1944 года и начала операционную деятельность 15 августа 1947 года. Основателями компании выступила группа панамских инвесторов при поддержке крупной северо-американской авиакомпании Pan American, получившей 32% акций панамского перевозчика. Первоначально COPA работала на внутренних перевозках, используя небольшой флот воздушных судов «Copa Airships B1» и «Copa Airships B2». В 1930-х годах авиакомпания вышла на рынок международных пассажирских перевозок, открыв регулярные маршруты в Колумбию, Коста-Рику и на Ямайку. В 1941 году COPA полностью перешла в собственность панамских предпринимателей.
Вплоть до начала 1980-х годов, пока торговая марка COPA не приобрела широкую известность за пределами Панамы, авиакомпания испытывала серьёзную конкуренцию со стороны другого перевозчика Air Panama. В 1979 году COPA приобрела свой первый реактивный самолёт Boeing 737—100, практически одновременно с этим полностью прекратив регулярные пассажирские перевозки на внутренних маршрутах. В следующем году авиакомпания открыла регулярные рейсы в Сан-Хуан (Пуэрто-Рико), Майами (Флорида) и Доминиканскую Республику. Boeing 737 оставался единственным лайнером во флоте компании, пока в 2005 году не были введены в эксплуатацию самолёты Embraer 190.

### Развитие

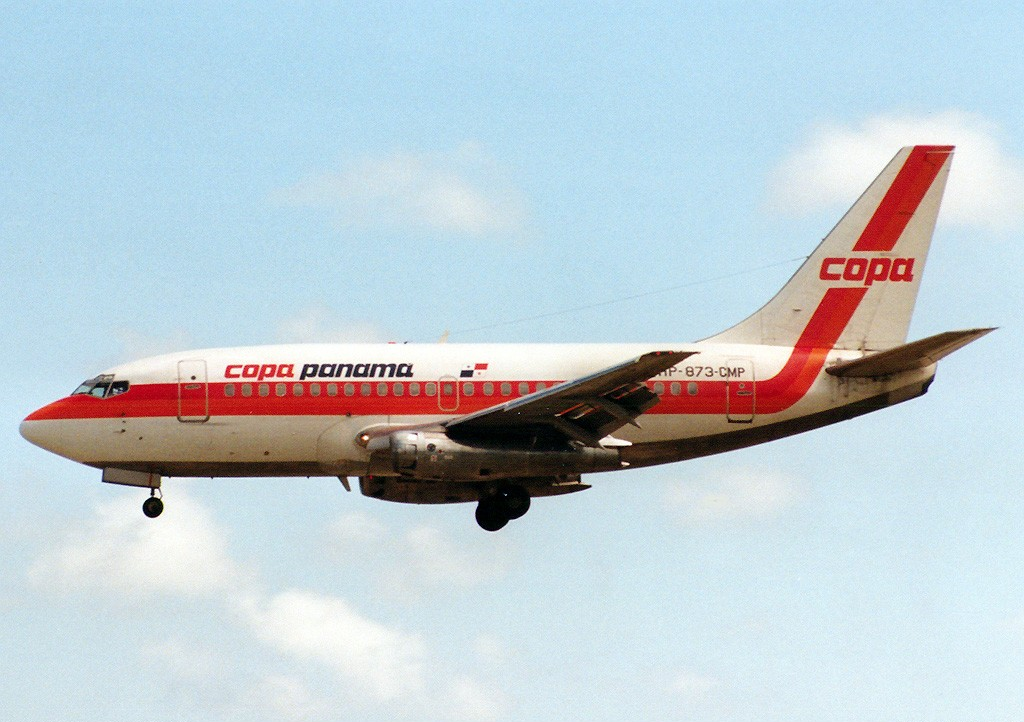
Boeing 737—112 авиакомпании Copa Airlines в международном аэропорту Майами, 1990 год

В 1990-х годах маршрутная сеть Copa Airlines продолжала расширяться, введены регулярные рейсы в Буэнос-Айрес (Аргентина), Сантьяго-де-Чили (Чили), Боготу (Колумбия), Гавану (Куба), Гуаякиль (Эквадор), Лиму (Перу), Мехико (Мексика), Каракас (Венесуэла) и другие аэропорты крупных городов Латинской Америки.
В 1998 году 49 % собственности COPA было приобретено магистральной авиакомпанией США Continental Airlines, тем самым было положено начало крупной маркетинговой программе по рекламе бренда панамского перевозчика и интеграции его маршрутной сети в сеть американского магистрала. 19 мая 1999 года Continental Airlines довела долю собственности COPA до 51 %, после чего панамская авиакомпания сменила свой официальный логотип и дизайн раскраски самолётов на похожие логотип и ливреи самолётов Continental, а также стала полноправным оператором бонусной программы поощрения часто летающих пассажиров OnePass. В связи с проведением публичного размещения акций в декабре 2005 года Continental Airlines уменьшила долю собственности COPA до 27,3 %, а в следующем году — до 10 %. Партнёрские отношения по программе OnePass между авиакомпаниями действовали вплоть до слияния двух северо-американских магистралов Continental Airlines и United Airlines в 2010 году.
В 2000 году Copa Airlines открыла регулярные маршруты в Лос-Анджелес, Канкун, Орландо (Флорида) и Сан-Паулу, а в следующем году — в Кито (Эквадор). В 2004 году в маршрутную сеть был включен Международный аэропорт имени Джона Кеннеди в (Нью-Йорке). В августе того же года компания объявила о заключении код-шерингового соглашения с мексиканской авиакомпанией Mexicana de Aviación, действовавшего вплоть до конца 2007 года.

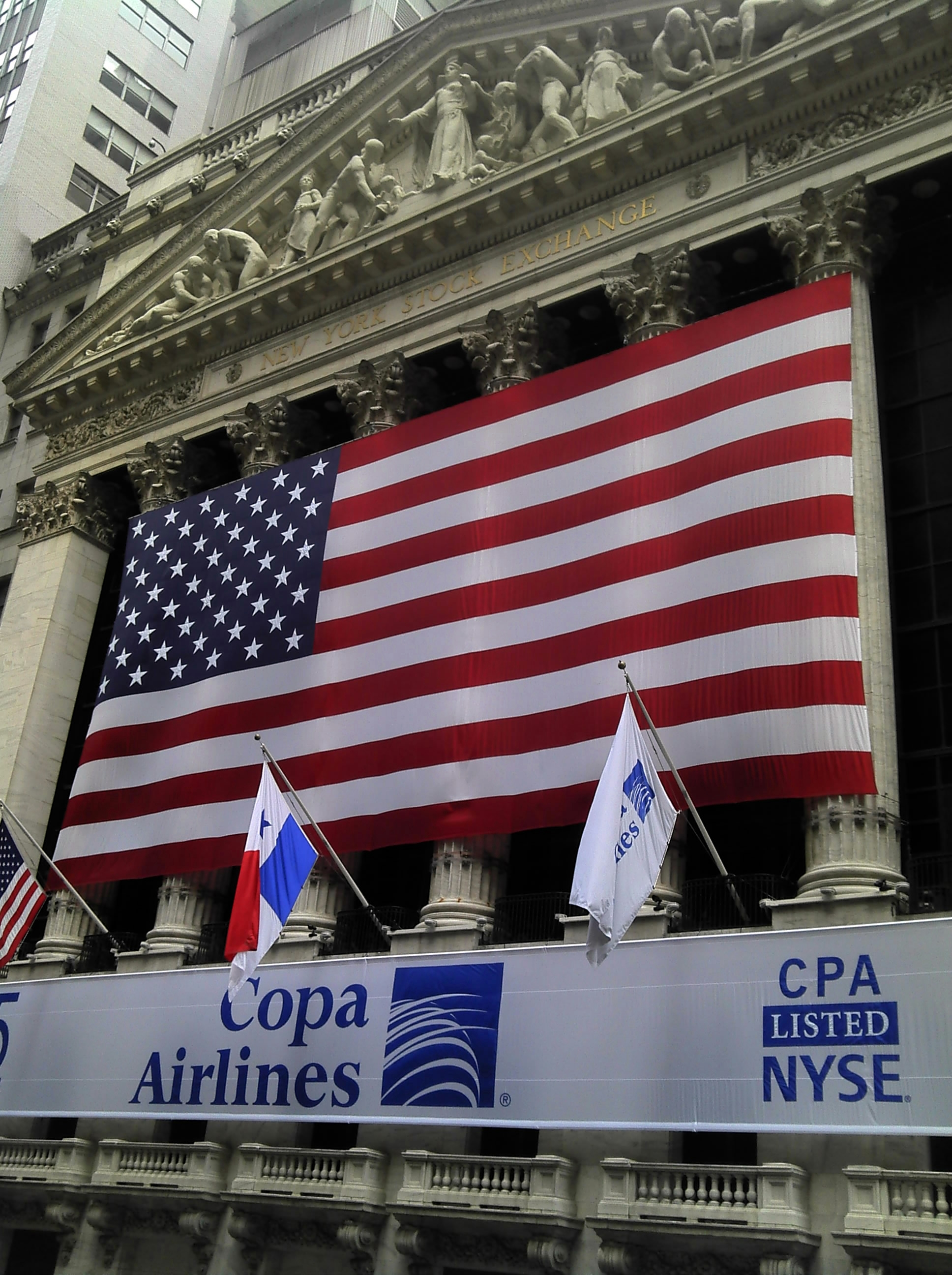
11 июня 2011 года авиакомпания Copa Airlines отмечала пятилетие со дня размещения собственных акций на Нью-Йоркской фондовой бирже

1 июня 2005 года Copa Airlines приобрела 90 % работающей на внутреннем рынке колумбийской авиакомпании AeroRepública, проведя в дальнейшем полный ребрендинг авиаперевозчика, сменив его официальное название на Copa Airlines Colombia и существенно увеличив флот и маршрутную сеть регулярных перевозок дочерней компании.
15 декабря 2005 года управляющий холдинг Copa Holdings, S.A. провёл процедуру публичного акционирования, разместив 14 миллионов собственных акций на Нью-Йоркской фондовой бирже, тем самым Copa Airlines стала четвёртым по счёту латиноамериканским авиаперевозчиком после чилийской LAN Airlines и бразильских авиакомпаний Gol Transportes Aéreos и TAM Airlines, акции которых были выпущены в свободное обращение.
В 2006 году руководство Copa Airlines объявило об открытии шести регулярных направлений: в Манаус (Бразилия), Маракайбо (Венесуэла), Монтевидео (Уругвай), Рио-де-Жанейро (Бразилия), Сан-Педро-Сула (Гондурас) и Сантьяго-де-лос-Кабальерос (Доминиканская Республика). В том же году авиакомпания ввела в эксплуатацию шесть самолётов Embraer 190 и два лайнера Boeing 737.
В 2007 года Copa Airlines расширила маршрутную сеть регулярных перевозок рейсами в Кордову (Аргентина), Гвадалахару (Мексика), Пунта-Кану (Доминиканская Республика) и Вашингтон (США). Флот компании пополнился четырьмя Embraer 190 и двумя Boeing 737—800.
В течение 2008 года авиакомпания ввела ещё пять новых направлений — в Порт-оф-Спейн (Тринидад и Тобаго), Белу-Оризонти (Бразилия), Валенсию (Венесуэла), Ораньестад (Аруба) и Санта-Крус-де-ла-Сьерра (Боливия). В том же году компания получила четыре самолёта Embraer 190 и один Boeing 737—800.
В мае 2008 года Continental Airlines продала 4,38 миллионов акций Copa Airlines по 35,75 долларов США за штуку, общая выручка с данной сделки составила 149,8 миллионов долларов США. В том же году исполнительный директор авиакомпании Педро Хейлброн в выступлении на форуме Ассоциации авиаперевозчиков Латинской Америки объявил о решении выйти из глобального авиационного альянса пассажирских перевозок SkyTeam и приступить к переговорам о вступлении Copa Airlines в другой альянс Star Alliance.

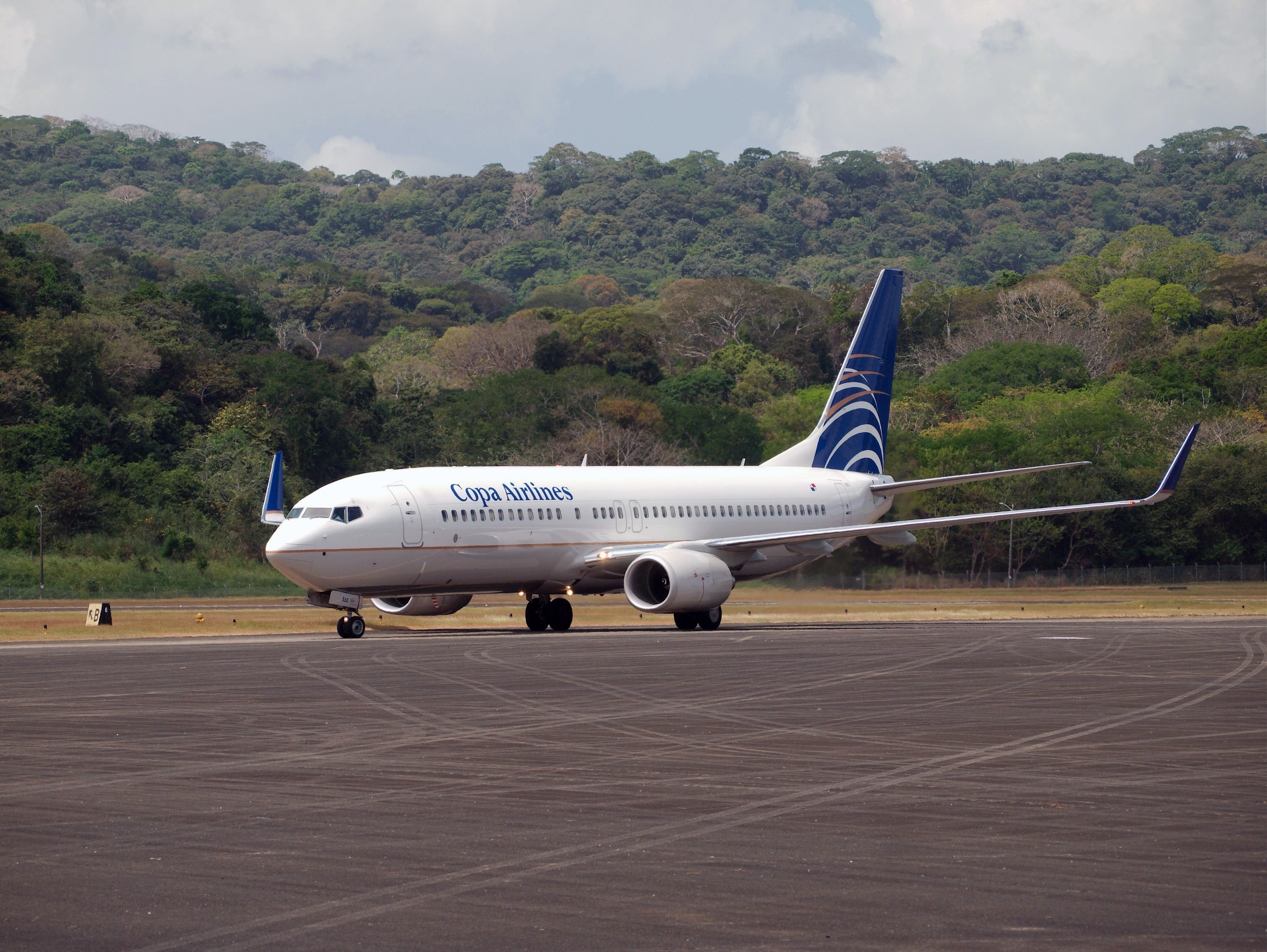
Больше половины воздушного флота авиакомпании составляют самолёты Boeing 737. На снимке Boeing 737—800.

В начале 2009 года Copa Airlines официально заявила о выходе из SkyTeam вслед за своим партнёром авиакомпанией Continental Airlines. В том же году компания получила два самолёта Boeing 737—800 и объявила о размещении заказа на ещё 13 лайнеров того же типа с фирменным знаком Боинга «Sky Interior»..
В 2010 году авиакомпания ввела новый регулярный маршрут в Синт-Маартен, получила девять самолётов Boeing 737—800 и сообщила о завершении переговоров по вступлению в глобальный авиационный альянс пассажирских перевозок Star Alliance. Дата вступления была намечена на середину 2012 года, поручителем выступил уже бывший партнёр — североамериканская магистральная авиакомпания Continental Airlines.
В ноябре 2010 года Copa Airlines и корпорация Boeing объявили о размещении твёрдого заказа на 32 воздушных судна Boeing 737—800 с поставкой лайнеров в период с 2015 до 2018 года, и о дополнительном опционе на десять самолётов этого же типа. Общая сумма сделки при этом составила 1,7 миллиардов долларов США. Данный заказ является крупнейшим в истории Copa Airlines.

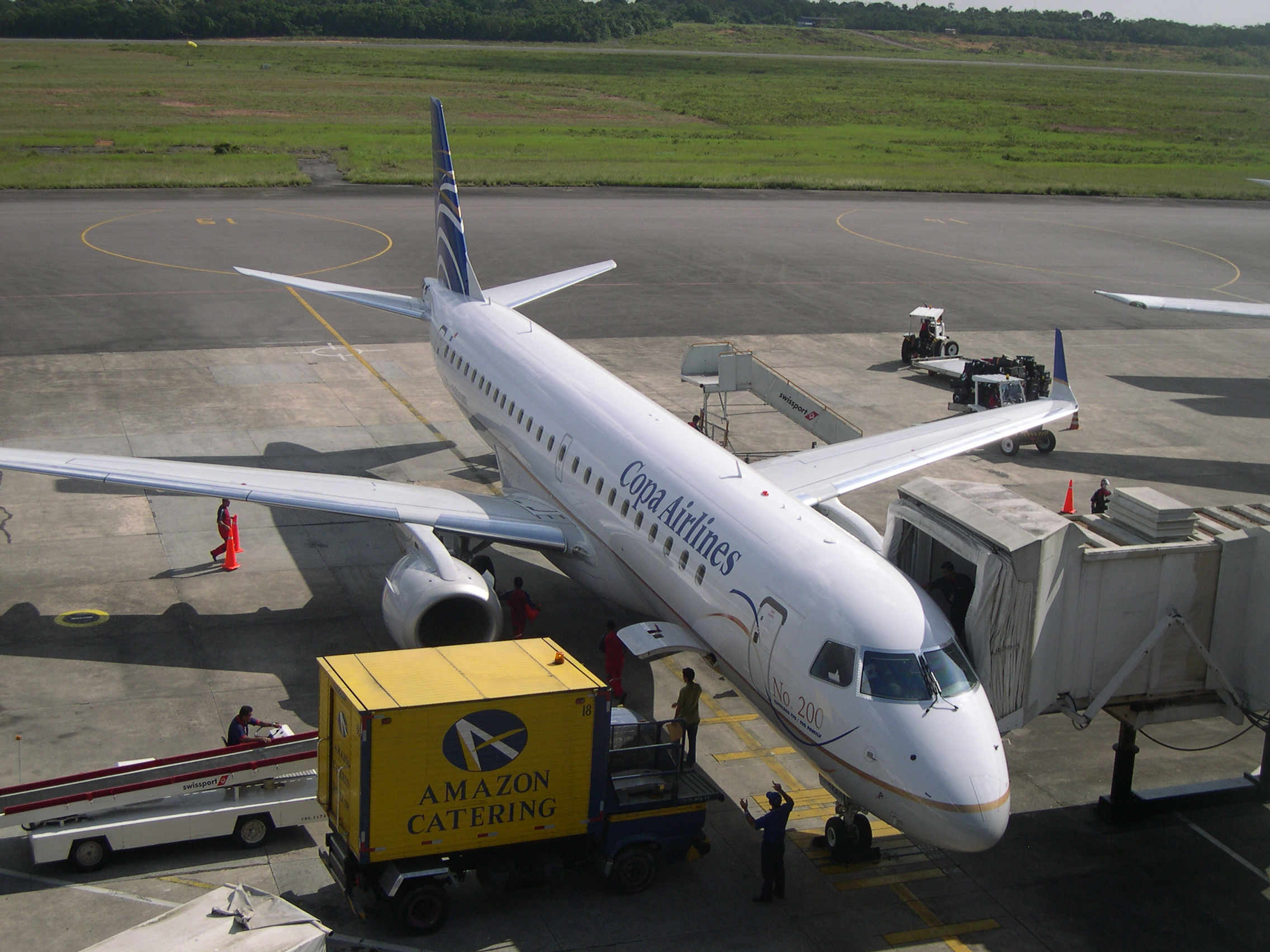
E-190 авиакомпании Copa Airlines в Бразилии

В 2011 году авиакомпания запустила новые регулярные маршруты в Торонто (Канада), Бразилиа (Бразилия), Порту-Алегри (Бразилия), Чикаго (Соединённые Штаты Америки), Кукута (Колумбия), Монтего-Бей (Ямайка), Монтеррей (Мексика), Асунсьон (Парагвай) и Нассау (Багамские Острова).
В том же году Copa Airlines открыла мобильную версию официального сайта http://m.copaair.com Архивная копия от 17 марта 2011 на Wayback Machine с сервисом «Mobile Pass» электронной регистрации пассажиров на рейсы авиакомпании и другими функциональными возможностями, а также объявила о заключении код-шерингового соглашения с флагманской авиакомпанией Эквадора TAME, которое вступило в силу с января следующего года.
В 2012 году Copa Airlines открыла пять новых регулярных маршрутов в Лас-Вегас (США), Ресифи (Бразилия), Виллемстад (Кюрасао), Либерию (Коста-Рика) и Икитос (Перу). Компания также заключила интерлайн-соглашения с вторым по величине авиаперевозчиком Панамы Air Panama на все рейсы туристических направлений между Панамой и странами Латинской Америки. Данное соглашение вступило в силу 1 июня 2012 года, и Air Panama с того же дня ввела рейсы из панамского аэропорта Токумен в Колон и Бокас-дель-Торо.

^"Mobile Pass" доступна на рейсах из Панамы, Колумбии, Сантьяго-де-Чили, Гватемалы, Гуаякиля, Манагуа и Монтевидео.

## Премии и награды

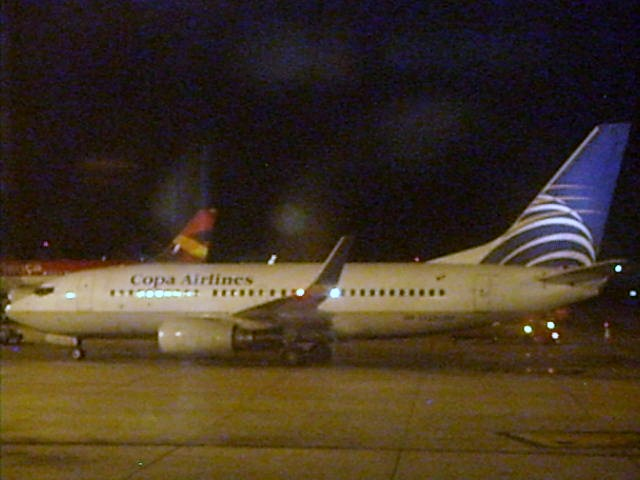
Boeing 737—700 авиакомпании Copa Airlines в международном аэропорту Боготы (Колумбия)

- Ноябрь 2002: «Лучший регионал Латинской Америки» — журналы «PODER Magazine», Booz, Allen & Hamilton и Egon Zehnder International[16].
- Декабрь 2002: «Туризм без границ» — премия Федерации туристической Палаты Центральной Америки[16].
- Апрель 2003: «Развивающаяся авиакомпания года» — премия журнала AirFinance[16].
- Апрель 2004: «Лучшая авиакомпания» — премия авторитетной британской компании Skytrax в номинации авиакомпаний Центральной Америки, Мексики и Карибских островов[16].
- Июнь 2004: «Среди лучших 25 работодателей Латинской Америки» — журнал América Economía[16].
- Июнь 2005: «Лучшая авиакомпания» и «Лучшее обслуживание на борту» — премия британской компании Skytrax в номинации авиакомпаний Центральной Америки, Мексики и Карибских островов[17].
- Июнь 2006: «Лучшая авиакомпания» и «Лучший кабинный экипаж» — премия компании в номинации авиакомпаний Центральной Америки, Мексики и Карибских островов[18].
- Октябрь 2006: «Один из десяти лучших работодателей Латинской Америки» — журнал América Economía[19].
- Август 2009: «Достижение жизни» — премия журнала Airline Business.
- 2010 год: «Лучшая авиакомпания Мексики и Центральной Америки 2010 года» — World Travel Awards.
- Июнь 2011: «Четвёртая авиакомпания мира 2011 года» — журнал «Summa Magazine».
- Ноябрь 2011: «Лучшая авиакомпания Мексики и Центральной Америки 2011 года» — World Travel Awards.

## Маршрутная сеть
В июне 2012 года маршрутная сеть авиакомпании Copa Airlines включала 64 направления по 29 странам Северной, Центральной и Южной Америкам и на Карибских островах.

## Флот
Компания имеет собственный код корпорации Boeing — V3, таким образом, выпускаемые для Copa Airlines самолёты имеют префикс «V3» (например лайнеры Boeing 737—800 имеют маркировку Boeing 737-8V3):
В августе 2021 года флот Copa Airlines состоял из 75 самолётов, средний возраст которых 7,7 лет:
| Тип самолёта      | В эксплуатации | Заказано | Пассажирских мест | Пассажирских мест | Пассажирских мест | Примечания                                              |
| Тип самолёта      | В эксплуатации | Заказано | J                 | Y                 | Total             | Примечания                                              |
| ----------------- | -------------- | -------- | ----------------- | ----------------- | ----------------- | ------------------------------------------------------- |
| Boeing 737-800    | 62             | —        | 16                | 138               | 154               |                                                         |
| Boeing 737-800    | 62             | —        | 16                | 144               | 160               |                                                         |
| Boeing 737 MAX 8  | —              | 33       | TBA               | TBA               | TBA               | Первый эксплуатант Boeing 737 MAX 9 в Латинской Америке |
| Boeing 737 MAX 9  | 13             | 33       | 16                | 150               | 166               | Первый эксплуатант Boeing 737 MAX 9 в Латинской Америке |
| Boeing 737 MAX 10 | —              | 15       | TBA               | TBA               | TBA               | [ 23 ]                                                  |
| Всего             | 75             | 48       |                   |                   |                   |                                                         |

- Copa Airlines была стартовым заказчиком самолётов Embraer E-190 в Латинской Америке. Авиакомпания также выполняет рейсы с наибольшей дальностью в мире для лайнеров Boeing 737—700, обслуживая маршрут между Панамой и Монтевидео в Уругвае.
- Средний возраст воздушного флота авиакомпании составляет 4,3 лет на май месяц 2012 года[7].
- В октябре 2004 года Copa Airlines объявила о заказе десяти новых самолётов Embraer E-190 с дополнительным опционом ещё на 20 судов. Позднее объём опциона был увеличен ещё на пять лайнеров. Шесть самолётов поставлены в первой четверти 2007 года[3]. В июне того же года получила седьмой Embraer E-190 и ещё четыре до конца 2007 года. Салоны самолётов скомпонованы 10-местным бизнес-классом («Clase Ejecutiva») и 84-местным экономическим классом[24][25][26][27][28].
- 31 мая 2007 года руководство Copa Airlines озвучило намерение приобрести четыре лайнера Boeing 737—800 и десять Embraer E-190 по каталожным ценам корпорации Boeing, рассчитывая на общую сумму сделки в 1,1 миллиарда долларов США[3][29].
- 30 декабря 2008 года авиакомпания объявила о размещении заказа на четыре новых Boeing 737—800[7][30][31].
- 16 июля 2009 года Copa Airlines сообщила о дополнительном заказа 13 лайнеров Boeing 737—800 с новым фирменным интерьером пассажирских салонов «Sky Interior»[32].
- 30 ноября 2010 года Copa Airlines и Boeing объявили о размещении твёрдого заказа на 32 самолёта 737—800 с планируемой поставкой в период с 2015 по 2018 годы, и об опционе ещё на десять воздушных судов того же типа. Общая сумма сделки составила 1,7 миллиардов долларов США.

## Сервис

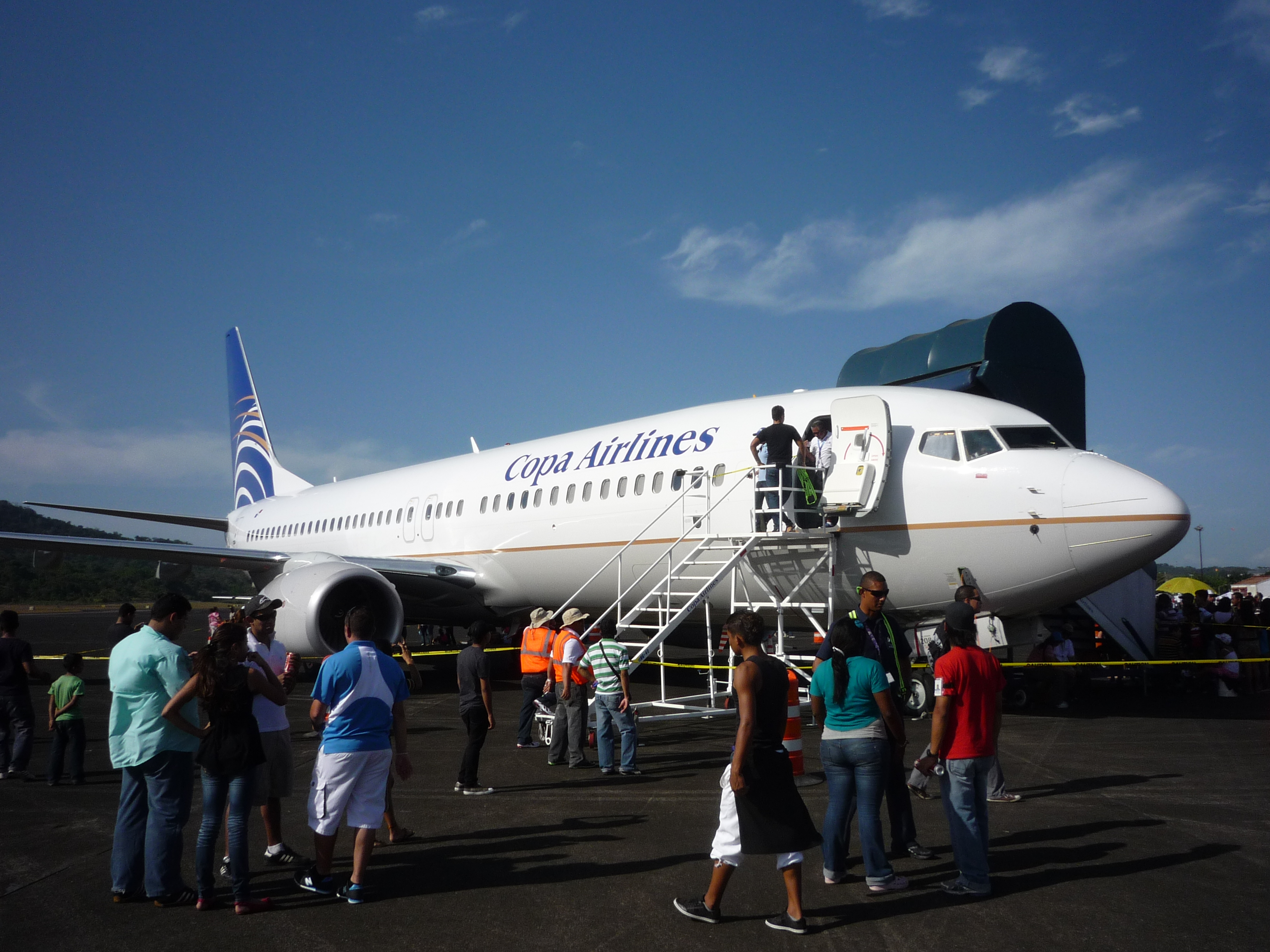
Boeing 737—800 авиакомпании Copa Airlines на авиабазе Хауард, 2012 год

### Бизнес-класс
Пассажирам бизнес-класса предлагаются следующие сервисы и услуги: отдельные стойки регистрации в аэропортах, широкие кожаные кресла в специальном салоне бизнес-класса, разнообразное меню, большой выбор алкогольных и безалкогольных напитков, подушки и пледы в зависимости от продолжительности полёта, а также дополнительные мили для всех участников бонусной программы поощрения часто летающих пассажиров MileagePlus и доступ в залы повышенной комфортности United Club/Copa Club. На рейсах из Панамы к услугам пассажиров свежие выпуски трёх панамских газет.
Кроме этого, каждому пассажиру бизнес-класса на дальних рейсах выдаются набор туалетных принадлежностей, полотенца, горячая вода в отдельных бутылках и бесплатно предоставляется сервис развлечения в полёте, включающий трансляцию нескольких музыкальных радиостанций, показ фильмов и сериалов.

### Экономический класс
Пассажиры салона экономического класса имеют доступ к некоторым сервисным услугам на борту таким, как система развлечения в полёте на самолётах Boeing 737 (просмотр фильмов, телепрограмм и прослушивание музыкальных радиостанций). Без дополнительной оплаты предоставляются горячий завтрак и безалкогольные напитки.

### Система развлечения в полёте
Пассажирские места в салонах всех лайнеров Boeing 737 авиакомпании оборудованы системой развлечения в полёте. На всех рейсах предлагается большой выбор фильмов, кроме того, на рейсах продолжительностью 5,5 и более часов транслируются телевизионные сериалы. Флот Copa Airlines оборудован радиоантеннами для приёма 12 музыкальных радиостанций. К услугам пассажиров также бортовой журнал «Panorama de las Americas» авиакомпании, в котором можно найти статьи не только о её деятельности, но и обзоры мировой экономики, бизнеса и предпринимательской деятельности, науки и техники и многое другое.

## ConnectMiles

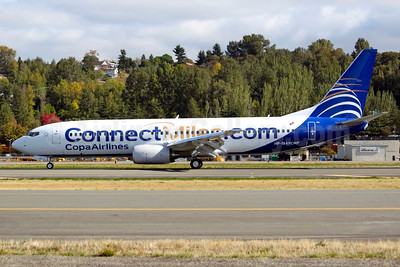
Боинг 737-800 с ливреей программы ConnectMiles

ConnectMiles - это программа для часто летающих пассажиров Copa Airlines, предлагающая частым путешественникам возможность приобретать билеты за мили. Клиенты накапливают мили за полеты на рейсах Copa Airlines, United Airlines и других авиакомпаний-участниц Star Alliance. Преимущества статуса «Премьер» включают приоритетную регистрацию на рейс, приоритетную посадку, бесплатное повышение класса обслуживания и членство в залы ожидания со скидкой (United Club / Copa Club). В связи с слиянием компаний Continental и United, Copa Airlines отказалась от программы для часто летающих пассажиров OnePass 31 декабря 2011 года и приняла программу MileagePlus 3 марта 2012 года.
В марте 2015 года авиакомпания Copa Airlines объявила о прекращении использования программы MileagePlus в пользу новой программы для часто летающих пассажиров под названием ConnectMiles. Новая программа была полностью реализована 1 июля 2015 года.
Компании, предоставляющие в аренду автомобили — партнёры авиакомпании Copa Airlines:
| - Advantage - Alamo - Avis - Budget - Dollar | - Hertz - National - Sixt - Thrifty |

## Copa Club
Авиакомпания Copa Airlines совместно с United Airlines предлагает пассажирам сервис собственных залов повышенной комфортности «Copa Club», которые расположены в международных аэропортах Панамы (Токумен), Санто-Доминго (Санто-Доминго) и Гватемалы (Ла-Аврора) и в других основных направлениях. Кроме того, владельцы карт Copa Club имеют доступы в залы повышенной комфортности всех авиакомпаний — партнёров Copa Airlines по Star Alliance, и наоборот.
| Аэропорт                                      | Город         | Страна                   |
| --------------------------------------------- | ------------- | ------------------------ |
| Международный аэропорт Токумен                | Панама        | Панама                   |
| Международный аэропорт Эль-Дорадо             | Богота        | Колумбия                 |
| Международный аэропорт Лас-Америкас           | Санто-Доминго | Доминиканская Республика |
| Международный аэропорт Ла-Аурора              | Гватемала     | Гватемала                |
| Международный аэропорт имени Хуана Сантамарии | Сан-Хосе      | Коста Рика               |

В попытке свести к минимуму распространение COVID-19, в качестве меры предосторожности, было принято решение временно закрыть некоторые клубы Copa в Богота, Санто-Доминго и в Гватемале. 

## Код-шеринговые соглашения
Со следующими авиакомпаниями Copa Airlines имеет договоры код-шеринга (данный список не включает в себя всех членов глобального альянса Star Alliance):
- Aeroméxico
- Cubana de Aviación
- Gol Transportes Aéreos
- KLM
- Condor Flugdienst
- TAME
- Air Panama 1

1 — интерлайн соглашение

## Авиапроисшествия и несчастные случаи
- 6 июня 1992 года, Boeing 737—204 (регистрационный HP-1205CMP), регулярный рейс 201 Панама (Токумен) — международный аэропорт имени Альфонсо Бонилла Арагона (Палмера). Самолёт вылетел из международного аэропорта Токумен с рядом неисправностей: рассинхронизированными авиагоризонтами и нерабочим индикатором положения самолёта, оба индикатора пространственного положения работали от одного гироскопа, причём экипаж не провёл необходимой проверки на земле. Спустя 20 минут после вылета экипаж принял решение обойти грозовой фронт. При совершении очередного манёвра пилот не вывел лайнер из левого крена в горизонтальное положение, а бросил машину в правый крен. Самолёт перевернулся, вошёл в крутое пике и в результате неконтролируемого высокоскоростного снижения развалился на высоте 10 тысячи футов. На борту находились 40 пассажиров и 7 членов экипажа, все погибли[35][36][37][38].
- 7 августа 1994 года. В аэропорту Манагуа  террористом совершена неудачная попытка захвата самолёта, летевшего из Гватемалы в Панаму [39].